# Карролтон (тауншип, Миннесота)
Карролтон (англ. Carrolton) — тауншип в округе Филмор, Миннесота, США. На 2000 год его население составило 321 человек.

## География
По данным Бюро переписи населения США площадь тауншипа составляет 98,2 км², из которых 97,9 км² занимает суша, а 0,3 км² — вода (0,32 %).

## Демография
По данным переписи населения 2000 года здесь находились 321 человек, 113 домохозяйств и 90 семей.  Плотность населения —  3,3 чел./км².  На территории тауншипа расположено 132 постройки со средней плотностью 1,3 построек на один квадратный километр. Расовый состав населения: 99,07 % белых, 0,31 % азиатов и 0,62 % приходится на две или более других рас.
Из 113 домохозяйств в 39,8 % воспитывались дети до 18 лет, в 76,1 % проживали супружеские пары, в 1,8 % проживали незамужние женщины и в 19,5 % домохозяйств проживали несемейные люди. 12,4 % домохозяйств состояли из одного человека, при том 6,2 % из — одиноких пожилых людей старше 65 лет. Средний размер домохозяйства — 2,84, а семьи — 3,12 человека.
31,2 % населения — младше 18 лет, 5,3 % — в возрасте от 18 до 24 лет, 24,3 % — от 25 до 44, 28,0 % — от 45 до 64, и 11,2 % — старше 65 лет. Средний возраст — 37 лет. На каждые 100 женщин приходилось 104,5 мужчин.  На каждые 100 женщин старше 18 приходилось 112,5 мужчин.
Средний годовой доход домохозяйства составлял 47 981 доллар, а средний годовой доход семьи —  49 750 долларов. Средний доход мужчин —  27 000  долларов, в то время как у женщин — 20 156. Доход на душу населения составил 18 404 доллара. За чертой бедности находились 2,1 % семей и 4,2 % всего населения тауншипа, из которых 3,7 % младше 18 лет.